# Музично-меморіальний музей Соломії Крушельницької
Музично-меморіальний музей Соломії Крушельницької — музей у місті Львові, присвячений життю та творчості видатної української оперної співачки і педагога Соломії Крушельницької. Музично-меморіальний музей Соломії Крушельницької у Львові засновано у 1988 року, а урочисто відкрито 1 жовтня 1989 року. Музей розміщений у колишньому будинку співачки, який вона придбала в 1903 році. До 1995 року музей був філією Літературно-меморіального музею Івана Франка, потім отримав статус самостійної установи. Директори музею: Галина Тихобаєва (1989-2020 рр.), Михайло Кобрин (від 2020 р.), Тарас Демко (з 2024 р.)

## Експозиції
Музично-меморіальний музей Соломії Крушельницької розміщений у будинку, який співачка придбала для своєї родини у 1903 році. Збудований він за проєктом міського архітектора Якуба Кроха у 1884 році. Управителями будинку були Карло Бандрівський (чоловік сестри Соломії Крушельницької Осипи), після його смерті (1931 року) — Володимир (брат співачки), з 1938 року — Юліан Дроздовський (чоловік Марії Крушельницької). У 1939 році будинок націоналізували, залишивши Соломії Крушельницькій чотирикімнатне помешкання на другому поверсі. Тут Соломія мешкала зі сестрою Анною, тут вона давала уроки з вокалу. У цьому будинку 16 листопада 1952 року перестало битися серце славетної української співачки.
У семи експозиційних залах, у відтворених інтер'єрах початку XX століття, демонструються оригінальні фотографії, афіші, програми концертів, портрети, фрагменти сценічних костюмів, нотні видання, особисті речі співачки. Екскурсія по музею — це своєрідна подорож у минуле, під час якої Ви побуваєте в артистичному світі Соломії Крушельницької, разом з нею пройдете її життєвим шляхом, радіючи її успіхам на сценах найпрестижніших театрів світу, ближче познайомитися з її друзями та родиною. І, нарешті, почуєте неповторний голос великої співачки.

## Фонди музею
У фондах музею, що налічують понад 26 тисяч музейних предметів, зберігаються не лише речі, що належали Соломії Крушельницькій, а також багато цінних матеріалів, пов'язаних з іменами інших відомих українських співаків, композиторів, виконавців на музичних інструментах: Модеста Менцинського, Станіслава Людкевича, Олександра Мишуги, Любки Колесси, Квітки Цісик та інших. Велику історичну цінність мають особисті архіви колекціонера Ярослава Грицая і дослідника творчості С. Крушельницької Михайла Головащенка. 
Музей Соломії Крушельницької є знаним осередком музичного життя міста, наукової та творчої роботи. Часто у стінах цього дому буває людно, лунають музика і спів, відбуваються концерти, вечори, зустрічі, конференції. Музей є учасником багатьох проєктів, спрямованих на популяризацію творчості Соломії Крушельницької і збереження музичної спадщини. І, найважливіше, у музеї завжди панує особлива атмосфера, яка дає відчуття присутності Великої Соломії.